# Max Liebermann von Sonnenberg

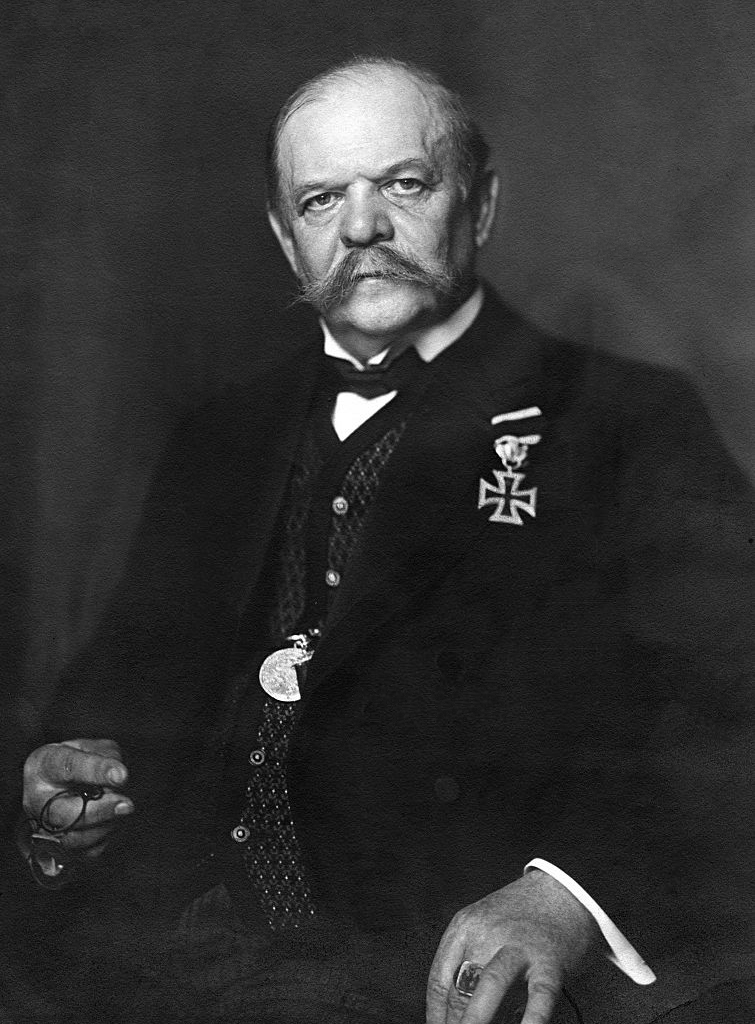
Max Liebermann von Sonnenberg, c. 1910

Max Liebermann von Sonnenberg

Max Hugo Liebermann von Sonnenberg (* 21. August 1848 in Bielska Struga, Kreis Konitz; † 17. September 1911 in Zehlendorf, Kreis Teltow) war ein deutscher Offizier, Parteigründer, Abgeordneter des Reichstags und antisemitischer Publizist im deutschen Kaiserreich.

## Leben
Liebermann von Sonnenberg stammte aus einer preußischen Offiziersfamilie und trat 1866, wie schon sein Vater vor ihm, in die preußische Armee ein. Als Premierleutnant nahm er am Deutsch-Französischen Krieg 1870/71 teil, erlitt schwere Kriegsverletzungen und wurde mit dem Eisernen Kreuz II. Klasse ausgezeichnet. Liebermann verstand es, sein Image als Kriegsheld für seine politische Karriere nutzbar zu machen.

### „Berliner Bewegung“ und Antisemitenpetition

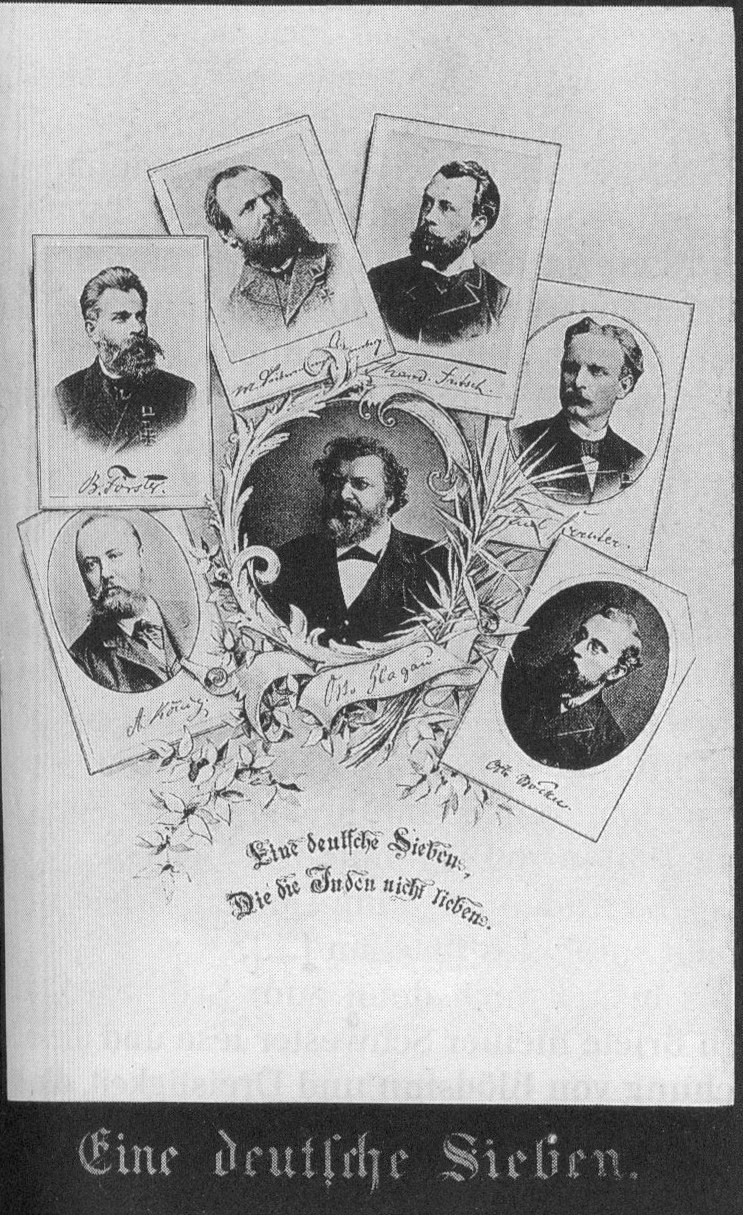
„Berliner Bewegung“: Mitte Otto Glagau; im Uhrzeigersinn Adolf König, Bernhard Förster, Max Liebermann von Sonnenberg, Theodor Fritsch, Paul Förster und Otto Böckel, ca. 1880

Im Kaiserreich betätigte sich Liebermann politisch in der völkischen Bewegung, nahm auch an den „Internationalen Antijüdischen Kongressen“ teil. Gemeinsam mit den Agitatoren der „Berliner Bewegung“ Paul und Bernhard Förster sowie Ernst Henrici initiierte er eine „Antisemitenpetition“, die die Juden der wirtschaftlichen, sozialen und rassischen Unterwanderung des deutschen Volkskörpers bezichtigte. Die vier Forderungen der Petition gestalteten sich im Vergleich zur allgemeinen Agitation der „Berliner Bewegung“ eher moderat:
1. Einschränkung der Einwanderung von Ostjuden aus Österreich-Ungarn und Rußland.
2. Ausschluß der Juden von allen obrigkeitlichen Stellungen, insbesondere vom Richteramt.
3. Verbot der Anstellung jüdischer Lehrer an Volksschulen und enge Begrenzung ihrer Einstellung an allen übrigen Schulen.
4. Wiederaufnahme der amtlichen Statistik über die jüdische Bevölkerung.
Die Petition wurde von ca. 250.000 Bürgern unterzeichnet und verschaffte Liebermann deutschlandweite Popularität. Er übergab die Petition 1881 dem Kanzleramt, allerdings ignorierte Reichskanzler Otto von Bismarck sie.
Im selben Jahr gründete Liebermann gemeinsam mit Bernhard Förster den Deutschen Volksverein und die antisemitisch ausgerichtete Deutsche Volkszeitung, deren Chefredakteur er von 1885 bis 1887 war.
1884 verließ er die preußische Armee und widmete sich nun ganz der Arbeit als Schriftsteller und politischer Publizist. 1894 übernahm er Theodor Fritschs Antisemitische Correspondenz, die er als Deutsch-Soziale Blätter in eine Parteizeitung umwandelte. In ihren Beiträgen wurden die Juden für die Wirtschaftskrisen und sozialen Gegensätze der deutschen Industrialisierung verantwortlich gemacht. Rassentheoretische Ansätze spielten in den Publikationen eine zunehmende Rolle. Sonnenbergs Antisemitismus kann als mittlere Position zwischen Adolf Stoeckers christlich-sozialer Judenfeindschaft und dem antikonservativen Flügel der Bewegung um Otto Böckel und Oswald Zimmermann gelten.

### Parteipolitiker
1889 erreichte Sonnenberg die Vereinigung diverser antisemitischer Gruppierungen zur Antisemitischen Deutschsozialen Partei. Für diese zog er 1890 in den deutschen Reichstag ein, dessen Mitglied er bis 1911 blieb. Im Reichstagswahlkreis Regierungsbezirk Kassel 3 (Fritzlar-Homberg-Ziegenhain) wurde er stets mit großer Mehrheit wiedergewählt. 1894 vereinte er seine Partei mit der von Otto Böckel gegründeten Deutschen Reformpartei zur Deutschsozialen Reformpartei (DSRP). Ihr Programm sah vor, die rechtliche Gleichberechtigung der in Deutschland lebenden Juden rückgängig zu machen, und sprach zudem von einer „Endlösung der Judenfrage“ und der „Vernichtung des Judenvolks“. Außerdem vertrat die DSRP Forderungen nach Sozialreformen zugunsten des Mittelstands und der Landwirtschaft. 1900 spaltete sich die Partei nach heftigen Flügelkämpfen wieder. Liebermann konnte die Zusammenlegung von Reichstagsfraktion und Parteiführung, die ihm uneingeschränkte Kontrolle über die Partei gegeben hätte, nicht durchsetzen. Damit wurde er wieder Vorsitzender der Deutschsozialen Partei. Unabhängig von den parteipolitischen Querelen galt Liebermann in der Öffentlichkeit als charismatischer Redner und führender Kopf des Antisemitismus.
Nach schwachen Wahlergebnissen 1898 und 1903 führte Liebermann seine Partei in eine engere Verbindung mit der Deutschkonservativen Partei und dem Bund der Landwirte. 1903 gründete Liebermann die Wirtschaftliche Vereinigung als Fraktionsgemeinschaft von Deutschsozialen, Christlichsozialen, Bund der Landwirte und Bayrischem Bauernbund. Die Fraktion setzte sich für Sonderzölle auf englische Waren ein. Sie sollten die Konkurrenzfähigkeit deutscher Firmen schützen, die von einer Pleitewelle bedroht waren. Dafür machten Liebermann und die Klientel seiner Partei den „Manchesterliberalismus“ im Bunde mit den Juden als angeblichen Drahtziehern verantwortlich. Die Landwirtschaft sollte mit hohen Schutzzöllen gegen den Preisverfall auf dem globalisierten Agrarmarkt geschützt werden.
Insgesamt trat jedoch Liebermanns Antisemitismus zunehmend hinter die Propagierung einer deutschen Kolonial- und Weltmachtpolitik zurück. Ab 1905 unterstützte er den Flottenbau im Wilhelminischen Reich, propagierte einen Krieg gegen England und warnte vor dem englischen Parlamentarismus, den er als „Zersetzung“ des Patriotismus und der militärischen Stärke Deutschlands verstand. 1908 griff er im Rahmen der Daily-Telegraph-Affäre den englischen Kolonialminister Arthur Neville Chamberlain öffentlich an und warf ihm vor, die deutsche Monarchie zu untergraben. Liebermanns Äußerungen trugen zu einem negativen Deutschlandbild in der englischen Öffentlichkeit erheblich bei.
In München veröffentlichte Sonnenberg im Sommer 1911 seine Memoiren Aus der Glückszeit meines Lebens. Erinnerungen aus dem großen deutschen Kriege 1870/71.
Max Liebermann von Sonnenberg starb am 17. September 1911 im Alter von 63 Jahren in Zehlendorf. Er wurde auf dem Invalidenfriedhof beigesetzt. Das Grabmal ist nicht erhalten geblieben.

## Werke
- Rheinreise. Ein Cyclus lyrischer Gedichte. 1878.
- Gedichte. 1879.
- Die Judenfrage und der Synagogenbrand in Neustettin. 1883.
- Die Judenfrage und der Synagogenbrand in Neustettin. Rede (nach dem Stenogramm), gehalten am 25. October 1883 in der großen Volksversammlung auf dem Berliner Bock. 1883.
- Die Schädigung des deutschen Nationalgeistes durch die jüdische Nation. Vortrag. 1892.
- Die Bauernwürger. Eine Geschichte mit 12 Bildern aus dem Leben. 1894.
- Aus der Glückszeit meines Lebens. Erinnerungen aus dem großen deutschen Kriege 1870/71. 1911.

Als Herausgeber
- Beiträge zur Geschichte der antisemitischen Bewegung vom Jahre 1880–1885 bestehend in Reden, Broschüren, Gedichten. 1885.